# ФК Слога Сјеница
ФК Слога Сјеница је фудбалски клуб из Сјенице, Србија, и тренутно се такмичи у Зони Дрини, четвртом такмичарском нивоу српског фудбала. Клуб је основан 1929. године.